# Pelargonium githagineum
Pelargonium githagineum är en näveväxtart som beskrevs av E.M. Marais. Pelargonium githagineum ingår i släktet pelargoner, och familjen näveväxter. Inga underarter finns listade i Catalogue of Life.